# Geschäftsträger
Als Geschäftsträger (chargé d’affaires) werden im diplomatischen Sprachgebrauch spätestens seit dem Wiener Kongress von 1814 und dem Aachener Protokoll von 1818 allgemein nachrangige Vertreter im zwischenstaatlichen Verkehr bezeichnet. In diesem Zusammenhang sind die Geschäftsträger innerhalb der diplomatischen Rangordnung unter den Botschaftern einzuordnen.
Als Geschäftsträger ad interim (chargé d’affaires ad interim, Geschäftsträger a. i.) wird ein interimistisch (nur vorübergehend, zeitweilig) mit den Funktionen eines Geschäftsträgers betrauter Diplomat bezeichnet, der vom Missionschef, ersatzweise durch sein entsendendes Außenministerium gegenüber der Regierung des Gastlands als solcher notifiziert wird.
Ein ständiger Geschäftsträger (chargé d’affaires en pied) leitet eine Botschaft dauerhaft auf der Grundlage einer bilateralen Vereinbarung, die Beziehungen unterhalb der Botschafterebene zu gestalten.
Heute bezeichnet man als Geschäftsträger a. i. vor allem den Vertreter des Botschafters in der Leitung der Botschaft während dessen Abwesenheit, etwa wegen Urlaubs. Er wird in Deutschland vom Auswärtigen Amt ausdrücklich als Ständiger Vertreter des Botschafters versetzt. Im Vertretungsfall muss er der Regierung des Gastlandes als solcher notifiziert werden. In einem Schreiben (Verbalnote) an das dortige Außenministerium werden die Abwesenheit des Botschafters und die Vertretung durch den Geschäftsträger a. i. offiziell mitgeteilt.

## Fundstellen
- UNTS Vol. 500 S. 95 verbindliche französische Fassung online abrufbar (PDF; 4,98 MB);
- UNTS verbindliche englische Fassung online abrufbar (Memento vom 9. August 2013 im Internet Archive) (PDF; 272,05 kB)
- Text des Wiener Übereinkommens über diplomatische Beziehungen (WÜD) vom 18. April 1961 (BGBl. 1964 II S. 957); siehe Artikel 14
- Kommentar zum Wiener Übereinkommen über diplomatische Beziehungen vom 18. April 1961